# Prabhu Lal Bhatnagar
Prabhu Lal Bhatnagar, né le 8 août 1912 à Kota dans l'état indien du Rajasthan et mort le 5 octobre 1976 à Allahabad (Inde) est un mathématicien et physicien indien. Il est connu plus particulièrement pour ses travaux sur les méthodes cinétiques (méthode de Bhatnagar-Gross-Krook).

## Biographie
Il étudie l'analyse à l'Université d'Allahabad sous la direction de Amiya Charan Banerjee (en) mais se tourne vers l'astrophysique au contact de Meghnad Saha. C'est dans ce domaine qu'il obtient un Philosophiæ doctor en 1939,.
En 1939, il entre au collège Saint-Étienne à Delhi où il travaille sur la structure des naines blanches. En 1952 il rejoint l'Université Harvard dans le cadre du programme Fulbright. Son travail sur l'équation de Boltzmann le conduira à la mise au point de la méthode de Bhatnagar-Gross-Krook avec Eugene Gross et Max Krook.
En 1956, il revient en Inde pour fonder l'institut de mathématiques appliquées de l'Indian Institute of Science.
Après un séjour aux États-Unis pour des problèmes de santé il entre à l'Université du Rajasthan (en) à Jaipur en 1969 comme vice-chancelier puis à l'Université Himachal Pradesh (en) à Shimla en 1971 où il dirige le département de mathématiques. Il est le premier directeur du Mehta Research Institute, aujourd'hui Harish-Chandra Research Institute (en).

## Distinctions
- Membre de l'Indian National Science Academy (1950).
- Membre de l'Académie indienne des sciences (1955).
- Médaille Padma Bhushan (1968)[4].